# Филипович, Мирослав
Мирослав Филипович (хорв. Miroslav Filipović), известный также как Томислав Филипович-Майсторович (хорв. Tomislav Filipović-Majstorović; 5 июня 1915, Яйце — 1946, Загреб) — хорватский католический монах-францисканец, военный капеллан, усташский и нацистский военный преступник, комендант лагерей смерти Ясеновац и Стара-Градишка. В годы Второй мировой войны он сотрудничал с властями Независимого государства Хорватия и стал известен как организатор массовых убийств сербов и евреев, получивший от местных прозвище «Дьявол из Ясеноваца». Незадолго до Второй мировой войны Филипович был изгнан из ордена францисканцев, но не был отлучён от церкви. В годы войны его привлекал к уголовной ответственности немецкий военный суд, а уже после войны Филипович был осуждён военным судом Югославии и приговорён к смерти через повешение.

## Ранние годы
О молодости Филиповича известно мало, кроме даты его рождения — 5 июня 1915. В 1938 году Филипович принял монашеский постриг и имя Томислав, а затем вступил в орден францисканцев в монастыре Петричеваца. В 1941 году, после становления Независимого государства Хорватия, Филипович был направлен на северо-запад Герцеговины в Раму. В январе 1942 года, сдав последние богословские экзамены в Сараево, он был пожалован в военные капелланы армии усташей.

## Капеллан усташей
Томислав Филипович нёс службу во 2-м батальоне личной охраны Анте Павелича. По свидетельствам двух рядовых солдат и одного немецкого генерала, 7 февраля 1942 Филипович участвовал в серии массовых убийств, совершённых в селениях Дракулич, Мотике и Шарговац (север Боснии, окрестности Баня-Луки). Батальон усташей, вооружённый топорами, ножами и сербомолотами, убил 2315 мирных жителей (цифра в некоторых отчётах колеблется от 2287 до 2302). Жертвами стали по большей части женщины, дети и старики. Свидетели говорили, что Томислав приказал уничтожить детей в первую очередь: большинство детей были расстреляны или зарезаны ножами, оставшихся в живых Томислав и ещё один монах, Звонимир Брекало, добивали, перерезав всем шеи. Отчёты от 9 и 11 февраля 1942, доставленные Дидо Кватернику, возглавлявшему службу безопасности Независимого государства Хорватия, гласят, что в Шарговаце были убиты 52 школьника. Всего от рук усташей за эти дни погиб 551 человек.
Свидетелями резни в Шарговаце были две учительницы: Добрила Мартинович и Мара Шуньич. Мара Шуньич (или Туньич по некоторым документам) пережила войну и на суде давала показания против Филиповича, который лично добивал детей. Добрила Мартинович, которую усташи заставляли смотреть на умирающих детей, потеряла рассудок, но к 1955 году прошла курс лечения и вернулась на работу в Шипраге (к юго-востоку от Баня-Луки). В те годы она поделилась своими воспоминаниями о совершённой бойне с профессором Йово Йовановичем, которые были опубликованы в 1968 году.
Как рассказывала Добрила, Филипович не выделялся ничем и часто появлялся около школы в Шарговаце, поскольку от монастыря Пребичеваца было довольно недалеко до Шарговаца, поэтому в тот день появление Филиповича не стало удивительным. Однако в тот день Филипович, который был обычно дружелюбным, вёл себя грубо. Когда усташи вошли в класс, дети на них смотрели с удивлением, но не подавали страха. Однако Филипович схватил девочку по имени Василия Гламочанин и на глазах у детей зарезал её ножом, после чего приказал усташам добить всех детей, пообещав взять на себя совершённые грехи. Подробно это описал Виктор Новак в своей книге «Магнум Кримен», добавив, что усташи якобы вырывали глаза и запихивали их в разрезанный живот детям. 12 февраля 1942 в соседних селах Пискавица и Иваньска усташи расстреляли 520 сербов (в том числе 77 детей), однако прямых доказательств причастности Филиповича к этим событиям не было предоставлено.
От жестокости усташей в шоке пребывали даже немцы, которые отдали Филиповича под военный трибунал по запросу итальянцев. Филипович отрицал свою вину, утверждая, что не совершал никаких убийств 7 февраля 1942: по его словам, в ту ночь он был в какой-то православной деревне и искал четников, и только утром увидел усташских солдат в крови. На невиновности Филиповича в 1981 году настаивал и один из священников из Баня-Луки. Однако все показания в пользу Томислава Филиповича противоречили словам генерала Эдмунда Глайзе фон Хорстенау, который подтвердил, что застал Филиповича в разгар расправы над детьми: в школьной бойне участвовали комендант Баня-Луки Виктор Гутич и верховный судья города доктор Стилинович. 4 апреля 1942 Филиповича лишили звания капеллана по распоряжению папского легата Загреба и бросили в тюрьму в Хорватии.

## Служба в Ясеноваце

### Появление

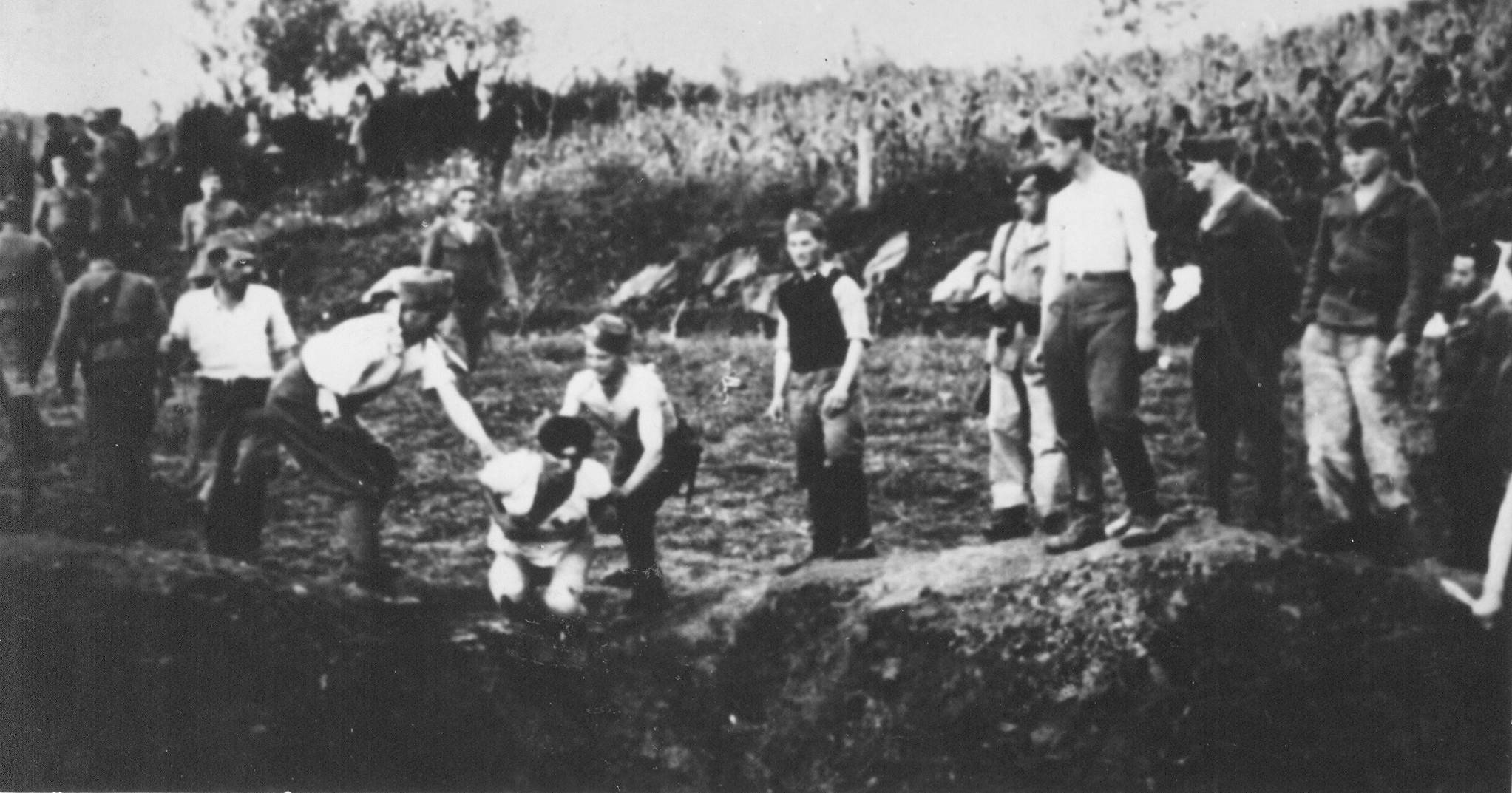
Казнь узников Ясеноваца

Филиповича удалось освободить из тюрьмы стараниями Векослава Лубурича, главы Третьего отдела Усташской народной службы безопасности, который ещё и направил опального монаха в концлагерь Ясеновац. Томислав сначала находился там на правах заключённого с особыми условиями обращения, затем был принят официально в усташи, а затем и вовсе был освобождён, возглавив небольшой перевалочный лагерь около Ясеноваца в начале 1942 года. Одним из его первых преступлений после освобождения стало убийство узника, укравшего буханку хлеба. Филипович продвинулся дальше по служебной лестнице, став начальником охраны вместо Любо Милоша, а с 10 июня 1942 и комендантом лагеря III. По инициативе Лубурича монах получил новую фамилию Филипович-Майсторович, которая появилась и в официальных документах. Жестокость Томислава проявилась во время соревнования против Маринко Полича и Ерко Маричича на самого сильного карателя: по свидетельству Йосипа Риболи, все трое должны были убить как можно больше узников, стоявших на коленях, выстрелами из револьверов в затылок (при случае каратель имел право добить умиравшего ножом). Эгон Бергер, пострадавший во время Холокоста, в своей книге «44 месяца в Ясеноваце» писал, что Майсторович обманом забирал детей у матерей якобы для крещения по католическому обряду, а на самом деле издевался над ними самым разнообразным образом. Одним из таких «развлечений» было подбрасывание детей в воздух: трижды Майсторович бросал избитого ребёнка вверх, а на четвёртый раз подставлял под падающего кол и протыкал его насквозь. На крики детей сбегались матери, которых усташи расстреливали на месте. Майсторович устраивал неоднократно такие «развлечения» в компании Милоша и Матковича и часто делал пари на то, кто первым убьёт очередную жертву.

### Комендант Ясеноваца
На послевоенном суде Филипович сознался в непосредственном убийстве около ста узников Ясеноваца, а также соучастии в казнях многих людей. Под его руководством были казнены от 20 до 30 тысяч: большинство из них были забиты огромными молотами. С особой жестокостью он расправлялся с узниками V лагеря системы Ясеноваца, где содержались женщины. С октября 1942 по 27 марта 1943 Филипович находился в Старе-Градишке и отвечал за отправку автомобилей на массовые казни. Ежедневно от 2 до 3 тысяч трупов перевозились на этих автомобилях. Сам Филипович, однако, заверял, что участвовал лишь в эксгумации трупов узников (в том числе и жертв концлагеря Градина).
Свидетельства 62 выживших узников Ясеноваца подтвердили, что Филипович оказался в числе тринадцати особо опасных усташских карателей, участвовавших в массовых убийствах. Как гласили показания, даже жестокий Любо Милош, который обманом заводил в тюремную больницу узников и избивал их там до смерти, уступал по своему садизму монаху Филиповичу. Томо Кркац, один из свидетелей убийств, подтвердил, что Филипович участвовал в показательных расстрелах узников и даже забивал кого-то до смерти молотом.
В первых послевоенных мемуарах о жизни в Ясеноваце врач, доктор медицинских наук Никола Николич, которого держали в III лагере, описал свои впечатления от первой встречи с Филиповичем: «Его голос был похож на женский, что противоречило его физическому строению и грубому лицу». Николич неоднократно был свидетелем массовых казней: Филипович сравнивал расстрелы заключённых с операциями, выполняемыми без наркоза, и требовал присутствия Николича при казнях. Обычно Филипович расстреливал одного или двух узников, а затем приказывал сослуживцам добить остальных.
По свидетельствам Йосипа Риболи, внешне Филипович-Майсторович казался всегда приветливым, но только не во время казней. Он руководил казнями в Градине и каждую ночь после очередной карательной операции возвращался, будучи в крови. Тот же Риболи подтверждал вместе с другими узниками, что Майсторович продолжал службу в качестве капеллана при концлагере, за что и получил прозвище «Брат Сатана» (хорв. Fra Sotona). По одним данным, он был исключён из ордена францисканцев 10 июля 1942 года, лишившись права на монашеское имя Томислав; по другим данным, это произошло 22 октября 1942 года, когда он переходил в Стару-Градишку. При этом Филиповича не отлучили от церкви.
В сентябре 1944 года Филипович вместе с Динко Шакичем и другими присутствовал на суде над узниками, которые попытались сбежать к партизанам. 31 человек подвергался пыткам: у многих были констатированы ослепление, переломы пальцев и ожоги от ламп. Все пострадавшие после пыток были повешены, однако формально какого-либо суда над ними не проводилось. После войны на суде никто из надзирателей не смог ответить на вопрос, почему всех казнили без суда и следствия: Филипович в своей манере отрицал какую-либо причастность и доказывал, что лишь подписывал приговор. Один из свидетелей, Дервис Сарач, утверждал, что Филипович мог приказать казнить узника по любому поводу: трёх цыган позвали перед ним сыграть музыку, и недовольный музыкой Филипович застрелил одного из цыган и приказал казнить двух других. По свидетельству другого узника, Филипович застрелил одного из людей, которые отвлекали его от обеда, и продолжил трапезу как ни в чём не бывало.

### Комендант Стары-Градишки
Возглавляя Стару-Градишку, Мирослав Филипович-Майсторович прославился и там своей жестокостью. Эгон Бергер подтверждал, что Филипович продолжал свою «забаву» в виде подбрасывания детей в воздух и протыкания их колом и в другом концлагере. Часто Филипович носил с собой небольшую трубку: когда он убивал одного из заключённых-коммунистов, то подносил трубку к смертельной ране и пил оттуда кровь, поскольку желал насытиться кровью коммунистов. Антисемитизм Филиповича был не менее сильным, чем его сербофобия и антикоммунизм: по свидетельствам Шимо Кляича и Драгутина Шкргатича, на Рождество 1942 года во время мессы он зарезал четверых человек на глазах у сараевского еврея Алкалая и заставил того петь, а потом внезапно ударил его в грудь и перерезал ему глотку. В тот же день Томислав расправился над другими боснийскими евреями, бросив 56 человек прямо на колючую проволоку и зарубив их топором, а затем расстрелял 42 крестьянина. Шкргатич подтвердил, что как минимум 40 человек были убиты выстрелами в затылок, после чего Томислав объявил о свершившемся правосудии. В тот же день, по словам Иосипа Эрлиха и Ивана Палцеца, Филипович застрелил восемь или девять человек, попытавшихся сбежать из лагеря.

## После войны
Филипович предстал перед судом в 1946 году и, чтобы смягчить своё наказание, активно сотрудничал со следствием. Несмотря на это, суд признал его виновным и приговорил к смертной казни через повешение. На приведение приговора Филиповича привели в рясе францисканца.

## Образ в культуре
В сербском фильме «Дара из Ясеноваца» роль Филиповича сыграл Вук Костич.